# Bolschaja-Kolzewaja-Linie
Die Bolschaja-Kolzewaja-Linie (russisch Большая кольцевая линия), deutsch Große Ringlinie, oder auch Linie 11 genannt, ist eine Linie der Moskauer Metro. Sie ist die dritte Ringlinie des Systems, verläuft außerhalb der bestehenden Kolzewaja-Ringlinie und ist mit dem Moskauer Zentralring verknüpft. Mit einer Länge von 57,5 km und 29 Stationen ist sie die längste U-Bahn-Linie Europas.

## Geschichte
1995 wurde die Linie 3 verlängert und das 3,3 km lange, bereits 1969 eröffnete ehemalige Teilstück zwischen den Stationen Kaschirskaja und Kachowskaja wurde als eigenständige Linie 11 betrieben. 2018 eröffnete ein Abschnitt des Rings im Westen der Stadt, der den Namen Linie 11 erhielt; der Abschnitt Kachowskaja–Kaschirskaja wurde in Linie 11A umbezeichnet.
Die Fertigstellung des nordöstlichen Abschnitts war ursprünglich für 2018 geplant, verzögerte sich jedoch um zwei Jahre. Er wurde am 27. März 2020 bzw. 31. Dezember 2020 eröffnet. Am 1. April 2021 wurde der Abschnitt zwischen Choroschewskaja und Mnjowniki eröffnet. Dieser Abschnitt umfasst die Strecke von Elektrosawodskaja nach Nischni-Nowgorodskaja. Die bestehende, kurze, drei Stationen umfassende Kachowskaja-Linie (Linie 11A) wurde in die Linie integriert. Die Station Kachowskaja wurde am 7. Dezember 2021 nach Umbauten innerhalb des Abschnitts nach Mnjowniki wiedereröffnet. Die Abschnitte von Sawjolowskaja nach Elektrosawodskaja und von Kachowskaja nach Nischni-Nowgorodskaja wurden am 1. März 2023 eröffnet und damit der Ring geschlossen.

## Strecke
Die Bezeichnung 11A trägt heute eine Zweiglinie der Linie 11, die von Choroschowskaja bis Delowoi Zentr verkehrt. Es ist geplant, diesen Abschnitt um  an die bis dahin eröffnete Linie 17 zu übergeben.
Die Länge der Bolschaja-Kolzewaja-Linie beträgt 57,5 Kilometer, während die meisten Medienberichte und Moskauer Behörden eine Länge von 70 bis 72 km angeben. Diese Länge berücksichtigt die Abzweigung zum Bahnhof Delowoi Zentr (Linie 11A), die Abstellgleise und Depotszufahrten und diverse andere Betriebsverbindungen, an denen kein Personenverkehr stattfindet. Die tatsächliche Länge beträgt somit 57,5 km.
Die Linie verläuft im Kreis außerhalb des Stadtzentrums und ist damit die zweite, oder unter Berücksichtigung des Moskauer Zentralrings dritte Ringlinie der Moskauer Metro, nach der Kolzewaja-Linie (Linie 5). Es besteht Umstiegsmöglichkeit zu den meisten Linien der Moskauer Metro (mit Ausnahme der Linien 5 und 12), dem Moskauer Zentralring und den Moskauer Durchmesserlinien sowie zu Fernbahnlinien. Es sind auch Transfermöglichkeiten zu den zukünftigen Linien 16, 17 und 18 geplant.

## Stationen
| Name                    | Name                 | Umstieg (ohne Bus, Straßenbahn etc.) |
| Deutsch                 | Russisch             | Umstieg (ohne Bus, Straßenbahn etc.) |
| ----------------------- | -------------------- | --- |
| Sawjolowskaja           | Савёловская          | Umstieg zur Serpuchowsko-Timirjasewskaja-Linie (Sawjolowskaja) sowie zu den Moskauer Durchmesserlinien und sonstigen Nah- und Fernverkehrszügen im Moskau Sawjolowoer Bahnhof                           |
| Petrowski Park          | Петровский парк      | Umstieg zur Samoskworezkaja-Linie (Dinamo) |
| ZSKA                    | ЦСКА                 | keine Umstiegsmöglichkeit |
| Choroschowskaja         | Хорошёвская          | Umstieg zur Tagansko-Krasnopresnenskaja-Linie (Poleschajewskaja) sowie zum Moskauer Zentralring (Choroschowo); von hier verkehrt auch die Zweiglinie 11A bis Delowoi Zentr (siehe Abschnitt Geschichte) |
| Narodnoje Opoltschenije | Народное Ополчение   | keine Umstiegsmöglichkeit |
| Mnjowniki               | Мнёвники             | keine Umstiegsmöglichkeit |
| Terechowo               | Терехово             | keine Umstiegsmöglichkeit |
| Kunzewskaja             | Кунцевская           | Umstieg zur Arbatsko-Pokrowskaja-Linie (Kunzewskaja) und zur Filjowskaja-Linie (Kunzewskaja) sowie zum gleichnamigen Haltepunkt Kunzewskaja der Moskauer Durchmesserlinien                              |
| Dawydkowo               | Давыдково            | keine Umstiegsmöglichkeit |
| Aminjewskaja            | Аминьевская          | Umstieg zum gleichnamigen Haltepunkt Aminjewskaja der Moskauer Durchmesserlinien |
| Mitschurinski prospekt  | Мичуринский проспект | Umstieg zur Solnzewskaja-Linie (Mitschurinski prospekt) |
| Prospekt Wernadskogo    | Проспект Вернадского | Umstieg zur Sokolnitscheskaja-Linie (Prospekt Wernadskogo) |
| Nowatorskaja            | Новаторская          | keine Umstiegsmöglichkeit |
| Woronzowskaja           | Воронцовская         | Umstieg zur Kaluschsko-Rischskaja-Linie (Kaluschskaja) |
| Sjusino                 | Зюзино               | keine Umstiegsmöglichkeit |
| Kachowskaja             | Каховская            | Umstieg zur Serpuchowsko-Timirjasewskaja-Linie (Sewastopolskaja) |
| Warschawskaja           | Варшавская           | keine Umstiegsmöglichkeit |
| Kaschirskaja            | Каширская            | Umstieg zur Samoskworezkaja-Linie (Kaschirskaja) |
| Klenowy bulwar          | Кленовый бульвар     | keine Umstiegsmöglichkeit |
| Nagatinski Saton        | Нагатинский Затон    | keine Umstiegsmöglichkeit |
| Petschatniki            | Печатники            | Umstieg zur Ljublinsko-Dmitrowskaja-Linie (Petschatniki) sowie zum gleichnamigen Haltepunkt Petschatniki der Moskauer Durchmesserlinien                                                                 |
| Tekstilschtschiki       | Текстильщики         | Umstieg zur Tagansko-Krasnopresnenskaja-Linie (Tekstilschtschiki) sowie zum gleichnamigen Haltepunkt Tekstilschtschiki der Moskauer Durchmesserlinien                                                   |
| Nischegorodskaja        | Нижегородская        | Umstieg zur Nekrassowskaja-Linie (Nischegorodskaja), zum Moskauer Zentralring (Nischegorodskaja) sowie zum gleichnamigen Haltepunkt Nischegorodskaja der Moskauer Durchmesserlinien                     |
| Awiamotornaja           | Авиамоторная         | Umstieg zur Kalininskaja-Linie (Awiamotornaja) sowie zum gleichnamigen Haltepunkt Awiamotornaja der Moskauer Durchmesserlinien                                                                          |
| Lefortowo               | Лефортово            | keine Umstiegsmöglichkeit |
| Elektrosawodskaja       | Электрозаводская     | Umstieg zur Arbatsko-Pokrowskaja-Linie (Elektrosawodskaja) sowie zum gleichnamigen Haltepunkt Elektrosawodskaja der Moskauer Durchmesserlinien                                                          |
| Sokolniki               | Сокольники           | Umstieg zur Sokolnitscheskaja-Linie (Sokolniki) sowie zum gleichnamigen Haltepunkt Sokolniki der Moskauer Durchmesserlinien                                                                             |
| Rischskaja              | Рижская              | Umstieg zur Kaluschsko-Rischskaja-Linie (Rischskaja) sowie zum gleichnamigen Haltepunkt Rischskaja der Moskauer Durchmesserlinien                                                                       |
| Marjina Roschtscha      | Марьина Роща         | Umstieg zur Ljublinsko-Dmitrowskaja-Linie (Marjina Roschtscha) sowie zum gleichnamigen Haltepunkt Marjina Roschtscha der Moskauer Durchmesserlinien                                                     |